# GRB 060218
GRB 060218是一個曾於白羊座發生的伽瑪射線暴，於2006年2月18日為雨燕衛星所偵測到，它引人注目的地方是人們在它身上發現了不少前所未見的特徵。
這個源頭位於一個未知的星系，距離地球4.4億光年，其射線暴持續時間接近2,000秒，不過這些射線暴的強度，卻比人們以往推算的結果要弱，在此之前已知的伽瑪射線暴都僅持續數秒鐘。
到目前為止，人們尚未知道此現象的成因，但人們偵測到射線暴中出現了光學餘暉，且有進一步的在增強，一些科學家相信，這是超新星爆炸前的先兆。
只要環境在許可及適合的情況下，天文學家會把望遠鏡對準射線暴的座標，當真的發生超新星爆炸時，他們便可以觀察整個過程，也將會是人類首次見證完整超新星爆炸的歷程。而在發現後的一星期間，超新星爆炸果真的發生，其源頭的光度也逐漸增強，一度升至最亮的17等，之後便開始逐漸轉暗，其後這顆超新星被命名為“SN 2006aj”。

## 相關網站
- 最邻近的伽玛射线暴（上海网上天文台）
- GRB 060218：一個神祕的珈瑪射線爆發（成大物理分站：每日一天文圖）
- 雨燕发现罕见伽玛射线爆 持续时间超过30分钟（星友空间站） （页面存档备份，存于）
- 不尋常的γ射線爆發（臺北市立天文科學教育館）
- NASA近距離觀察到全新的宇宙爆炸（大紀元） （页面存档备份，存于）